# 警告

「急性毒性（高毒性）」を示すGHSピクトグラム

警告（けいこく）とは、コミュニケーション手段の一種で、よくない事態が生じそうなので気をつけるよう、告げ知らせること。似た言葉に警報があるが、こちらは対象者が不特定多数あるいは広範囲におよぶ一方的な場合に用いる。

## 用途

### 禁止

進入禁止を示す日本の道路標識

相手に禁止しうる行為を伝えたい場合に行うもの。これには道路交通法による進入禁止の看板、開放厳禁等の張り紙、立ち入り禁止のトラ柵、侵入者に退去を求める威嚇音などがある。

### 確認
相手にとって不利益が生じる場合、あるいは法により相手の権利を剥奪しうる場合による事前通告などがある。たとえば、契約の際に契約者、あるいは被契約者が、通常考えうる定款に定めた免責事項の説明を行う義務があるが、全ての状況において保障されるものではないという相互の意思確認を行うためにも使われる。また、役所などが法の執行や処分を行う際に少なからず不利益をこうむる人も少なくない。それに対して、予め処分内容の予告および、執行や処分を行わなくて済むよう内容を示した通知なども警告に含まれる。

### 最終通告
外交では最後通牒が宣戦布告に類する手段として用いられる。民間では法令の執行に当たってコミュニケーションに齟齬が生じた際に（たとえば、受取人を限定する郵便物が届かなかった等）最後の所在確認、安否の確認、意思確認を行う際に使われる。

## スポーツにおける警告
主にそれぞれのスポーツのルールに従って、起こしてしまったことに対するペナルティ、あるいはペナルティ前提となる蓄積をさすことが多い。サッカーでは、赤色のカードで退場、黄色のカード（イエローカード）で警告の種類を示している。子供向けの規則では、賞賛できる行動があった場合に緑のカードを出すことがあり、これは警告ではないので注意が必要である。

## 計算機における警告
エラーのように処理に直接不具合が生じ、設計者・利用者の意図とは違う場合かどうか判明できない場合に、警告を出し、設計者または利用者の意図を確認することがある。コンパイラではエラーでは動作しないが警告（ウォーニング）では動作するというような区分をしていることがある。